# Thienemanniella taurocapita
Thienemanniella taurocapita är en tvåvingeart som beskrevs av Hestenes och Ole Anton Saether 2000. Thienemanniella taurocapita ingår i släktet Thienemanniella och familjen fjädermyggor. Inga underarter finns listade i Catalogue of Life.